# Váci Egyházmegyei Könyvtár

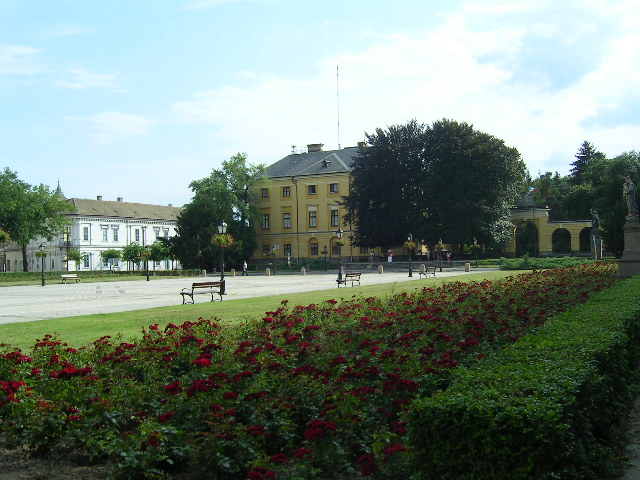
A Váci Egyházmegyei Könyvtár (balra) és a püspöki palota (szemben)

A Váci Egyházmegyei Könyvtár a Váci Egyházmegye nyilvános könyvtára. A Migazzi Kristóf tér 2. alatt található, a Püspöki palota szomszédságában.

## Története
1875-ben alapította Peitler Antal váci püspök. Addig három különböző egyházi könyvtár létezett Vácott: Püspöki Könyvtár, Káptalani Könyvtár és Szemináriumi Könyvtár. Az Egyházmegyei Könyvtár megalapításával az eddig létező három könyvtár állománya az Egyházmegyei, akkori nevén Püspök Megyei Könyvtárba került. A könyvtár további gyarapodását az az egyházmegyei rendelet segítette elő, hogy a lelkipásztorkodó papságnak az Egyházmegyei Könyvtár javára kellett végrendelkezni. Ezért az Egyházmegyei Könyvtár a váci püspökök és kanonokok, valamint a váci egyházmegyés papság szellemi életének tanúja. A Szeminárium az Egyházmegyei Könyvtárnak 1875 után átadott könyvtára helyett újat létesített, mely 1972-ben került az Egyházmegyei Könyvtárba.
Az Egyházmegyei Könyvtár életében jelentős változást hozott az 1989-ben bekövetkezett politikai változás. Ma nyilvános magánkönyvtárként működik. Állományát gyarapítja. Arra törekszik, hogy az egyházmegye történetére vonatkozó dokumentumokat minél teljesebben beszerezze, főiskolásokat, híveket és kutatókat egyaránt ki tudjon szolgálni. A könyvtár állománya jelenleg kb. 160 ezer kötet.

## A könyvtár állománya
A könyvtári állomány legrégibb darabjai a kódextöredékek, melyeket a Magyar Kodikológai Intézet írt le. Több héber kódextöredékkel is rendelkezik. Egy teljes Biblia-kódexszel rendelkezik a XV. századból. Kézirattári anyagában kiemelkedő helyet foglal el Káldi György-féle bibliafordítás  kefelenyomata. Értékes az Ecsegi kódex, mely az Ecsegi Szent Kereszt Céh jegyzőkönyve. Könyvanyagának legrégibb rétegét az ősnyomtatványok jelentik. Jelentős antiqua- és régi magyar könyvanyaggal is rendelkezik. A könyvtár nagy hagyományozói voltak: Gasparik Kázmér, Nováczky Endre, Medgyessy János, dr. Bánk József stb. Periodika anyagában jelentős az Acta Eruditorum, mely a világ első folyóirata volt. A könyvtár igazi értékét a teológiatörténeti, filozófiatörténeti és művelődéstörténeti anyag adja. Galileo Galilei és Newton munkáinak első kiadásai is fellelhetők. Több dokumentuma örmény betűkkel, de török nyelven nyomtatott könyv. Különgyűjteményei: Vaciensis (a városra és az egyházmegye történetére vonatkozik), muzeális értékű könyvek gyűjteménye (incunabulumok, antiquák, RMK stb.), térképtár, grafikai tár, aprónyomtatvány-tár, szentképtár. A könyvtár kézirattárral is rendelkezik, mely a török hódoltság idejére megy vissza. A régi könyvtári berendezésekből származik a most is meglévő olvasókerék, melyet a hagyomány szerint Roskoványi Ágoston váci, majd később nyitrai püspök használt, aki a kánonjog történetére vonatkozó jelentős irodalmat hozott létre.